# Geert Bourgeois
Geert Albert Bourgeois (ur. 6 lipca 1951 w Roeselare) – belgijski i flamandzki polityk, minister w rządach regionalnych, w latach 2000–2004 przewodniczący Unii Ludowej (VU) i Nowego Sojuszu Flamandzkiego (N-VA), w latach 2014–2019 minister-prezydent Regionu Flamandzkiego (premier Flandrii), poseł do Parlamentu Europejskiego IX kadencji.

## Życiorys
Ukończył licencjackie studia prawnicze na Uniwersytecie Gandawskim.
Działalność polityczną podjął w drugiej połowie lat 70. W 1977 został radnym miejskim w Izegem, w latach 1983–1994 był członkiem egzekutywy tej miejscowości. W latach 1995–2004 sprawował mandat posła do Izby Reprezentantów. Należał do Unii Ludowej, w 2000 objął stanowisko przewodniczącego tego ugrupowania. Gdy rok później doszło do rozłamu w tej partii, wraz z jej centroprawicową częścią powołał umiarkowanie separatystyczny Nowy Sojusz Flamandzki. Na czele N-VA stał do 2004, rezygnując na rzecz Barta De Wevera.
W tym samym roku, po zwycięstwie wyborczym kartelu wyborczego flamandzkich chadeków (CD&V) i Nowego Sojuszu Flamandzkiego w wyborach regionalnych, Geert Bourgeois został członkiem flamandzkiego rządu. W gabinecie Yves'a Leterme w lipcu 2004 objął urząd ministra spraw administracyjnych, polityki zagranicznej, mediów i turystyki. Został zdymisjonowany we wrześniu 2008 po tym, jak N-VA w Izbie Reprezentantów głosował przeciwko udzieleniu wotum zaufania dla nowego federalnego rządu współtworzonego przez CD&V.
W 2009 został wybrany do Parlamentu Flamandzkiego. Dobry wynik wyborczy N-VA pozwolił tej partii powrócić do koalicji rządowej na szczeblu regionalnym. Chadecki premier Flandrii Kris Peeters w czerwcu 2009 powierzył Geertowi Bourgeois stanowisko wicepremiera rządu flamandzkiego, ministra ds. administracji, władz lokalnych, integracji obywatelskiej i turystyki. Zwycięstwo N-VA w kolejnych wyborach regionalnych w 2014 skutkowało przejęciem w regionie funkcji premiera – 25 lipca 2014 Geert Bourgeois został nowym ministrem-prezydentem. W konsekwencji złożył uzyskany w tymże roku mandat w Senacie. W wyborach w 2019 jako lider listy wyborczej swojej partii został wybrany do Parlamentu Europejskiego IX kadencji. Celem objęcia mandatu od lipca 2019 złożył rezygnację ze stanowiska premiera Flandrii.